# 黄大鳳
黄 大鳳（ファン・デボン、朝鮮語: 황대봉/黃大鳳、1927年4月23日 - 2015年3月23日）は、大韓民国の実業家、政治家。大亜海運会長、慶北日報会長、第12・13代韓国国会議員。
本貫は平海黄氏、号は嶺岩。仏教徒。息子3人は実業家、元蔚山地方法院院長の崔相烈は娘婿。

## 経歴
日本統治時代の慶尚北道浦項出身。東石商業高等学校、浦項水産大学校卒。浦項バス株式会社会長、大亜海運株式会社・大亜高速海運・大亜カーフェリー（浦項〜鬱陵島間定期旅客船を運航）会長、ユルチョン航運株式会社会長、栄進建設株式会社会長、大元相互信用金庫会長、慶北日報会長・名誉会長、学校法人嶺岩学園財団（世明高等学校）理事長、財団法人嶺岩奨学文化財団理事長、浦項商工会議所副会長、国際ロータリー第366地区浦項クラブ会長、全国区選出の国会議員、国会交通・建設・文公委員、大亜グループ名誉会長、韓日親善協会副会長を務めた。1985年の第12代総選挙では民主韓国党の候補として当選したものの、同年4月に離党し韓国国民党に移籍した。2年後の1987年11月に韓国国民党から離れ、統一民主党を経て、1990年に民主自由党に参加した。
2014年10月に膵臓がんの手術を受けた後、2015年3月23日の夜、持病により死去。享年85。